# 比更士菲 (新南威爾斯州)
比更士菲（英語：Beaconsfield）是澳洲新南威爾斯州雪梨內南區的一個小型市區，位於雪梨商業中心區以南5（3.1英里）處，雪梨市地方政府行政區內。郵區編號是2015。
該市區以維多利亞女皇在位期間的英國首相第一代比更士菲伯爵命名。該市區曾是亞力山打市區的一部分，後於1977年6月10日刊憲為獨立市區。

## 圖集

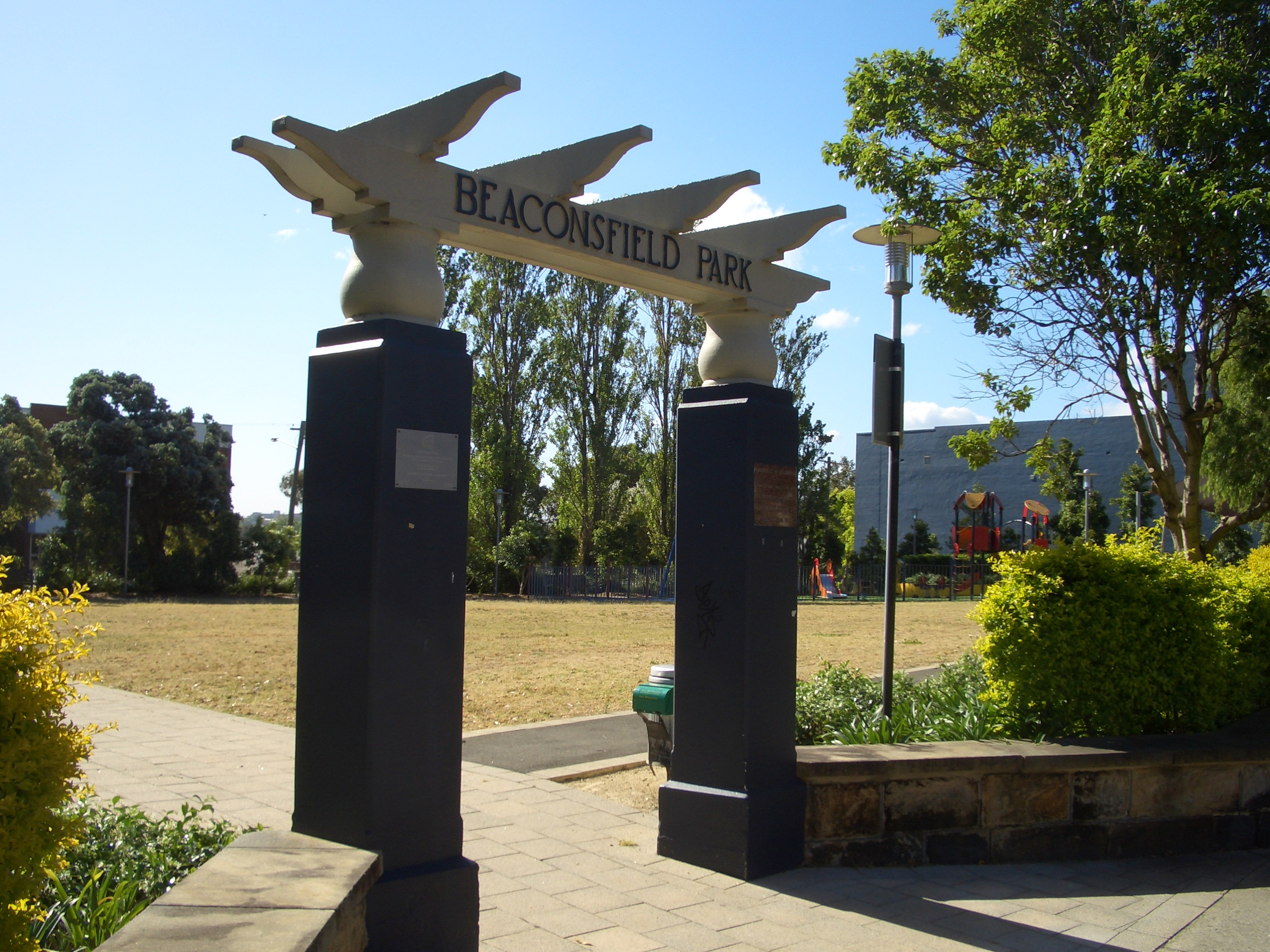
比更士菲公園
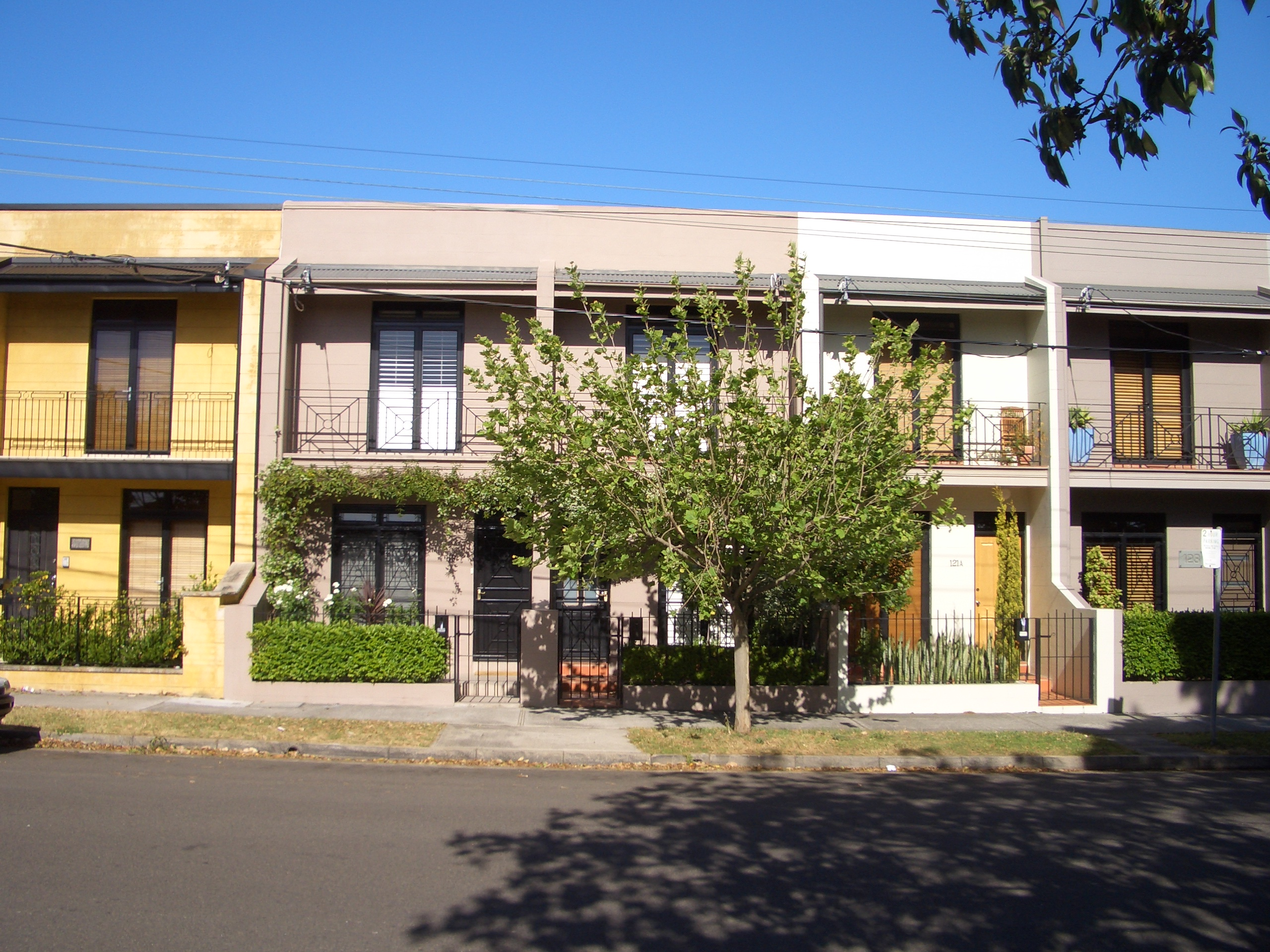
排列連接式屋宇